# Cem Ovelhas
Cem Ovelhas é o segundo álbum de estúdio do cantor brasileiro Ozeias de Paula, lançado em 1973 pela gravadora Estrela da Manhã.
Considerado o seu disco de maior sucesso, o álbum vendeu cerca de um a dois milhões de cópias no Brasil, mas por ter sido lançado por um selo independente, nunca teve suas vendas certificadas pela ABPD. A faixa-título tornou-se a canção mais famosa da carreira do cantor, tornando o disco um dos clássicos da música cristã contemporânea no Brasil.
Quase simultaneamente ao lançamento do disco, Ozeias sofreu um grave acidente automobilístico, do qual se recuperou tempos depois.
Em 2015, foi considerado o 5º maior álbum da música cristã brasileira, numa lista compilada por músicos, historiadores e jornalistas e publicada pelo Super Gospel.

## Faixas
Lado A
1. "Cem Ovelhas"
2. "A Bela Paz"
3. "Ninguém se Importa"
4. "Oh Foi Por Mim"
5. "O Semeador e o Ceifero"
6. "Tu Me Guiarás"

Lado B
1. "É Assim que eu Te Amo"
2. "Um Passo Só"
3. "Hoje eu Sou Fiel"
4. "Soldado de Cristo"
5. "Canção Nauta"
6. "Hoje Canto"